# Cariboo

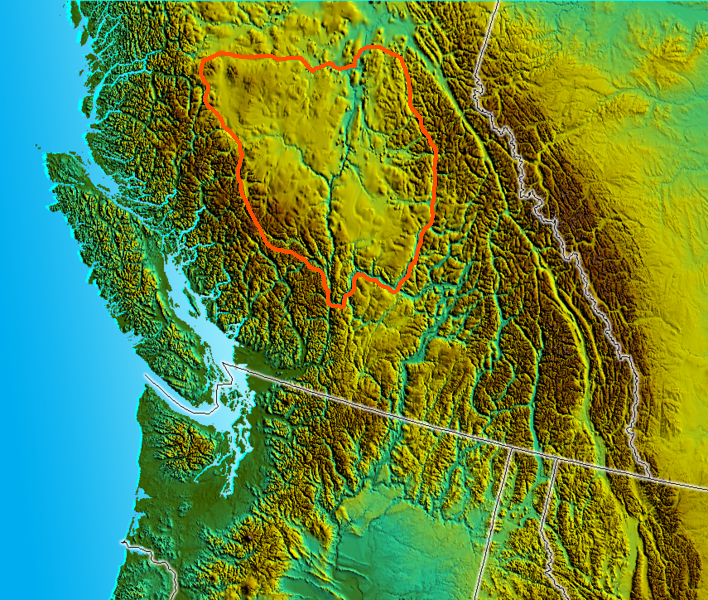
Localización de El Cariboo como región histórica/cultural, incluyendo las áreas de Chilcotin y Lillooet-Thompson

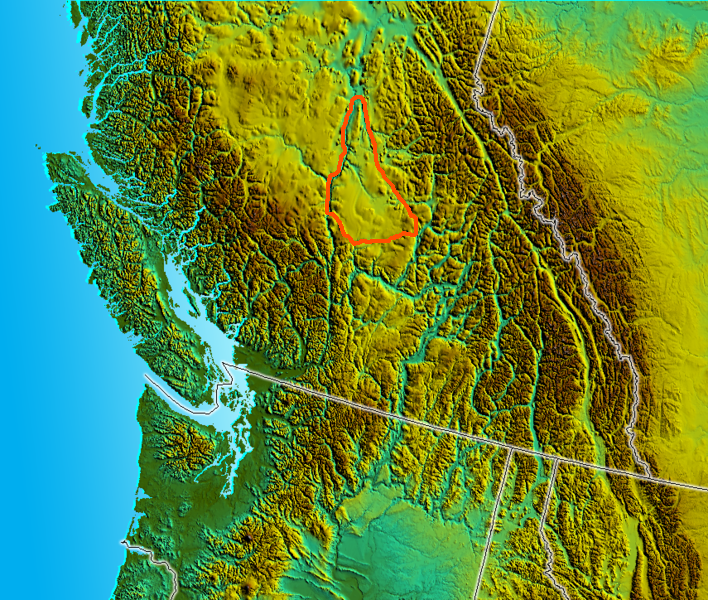
Localización de la meseta Cariboo

Cariboo es una vasta región íntermontana localizada en la parte central de la  provincia canadiense de la Columbia Británica que comprende una meseta que se extiende desde el cañón del Fraser hasta las montañas Cariboo.
Se extiende sobre una superficie de 131 000 km² con una población de solo 171.000 personas (equivalente al 4% de la población total de la Columbia Británica). Es la tercera región más grande de la provincia. Cariboo está situado en una meseta (la meseta Cariboo, una subdivisión de la meseta interior), rodeada de altas montañas. Goza de veranos cálidos y sufre fuertes nevadas en invierno. Las temperaturas varían generalmente entre -15 °C en invierno y 22 °C en verano. 
Las praderas de Cariboo son el hogar del tejón americano (Taxidea taxus jeffersonii) en peligro de extinción.

## Toponimia
El topónimo «Cariboo» no tiene estatus oficial como nombre de región. Proviene de la antigua ortografía inglesa de la palabra «caribou» en referencia a los caribúes que fueron muy comunes en la región.

## Historia
Cariboo fue la primera región de la Columbia Británica que fue colonizada por los europeos y por lo tanto jugó un importante papel en la historia en la historia temprana de la colonia y la provincia. En 1861, la región fue escenario de una fiebre del oro, la más importante de las que conoció la provincia. El Cariboo fue la primera región del Interior, al norte del Bajo Fraser y su cañón, en la que hubo asentamientos no indígenas.
Los límites del Cariboo en su sentido histórico son discutibles, pero en su significado original era la región al norte de las cabeceras del río Quesnel y las bajas cuencas montañosas entre la desembocadura de ese río en el Fraser en la ciudad de Quesnel y el extremo septentrional de las montañas Caribou. Era un área que está sobre todo en la Quesnel Highland y centrada en varios arroyos auríferos ahora famosos, cerca de la cabecera del río Willow [Sauce], siendo el más rico de todos ellos el arroyo Williams, donde se emplazó Barkerville, que fue la capital de la fiebre del oro de Cariboo y también de los funcionarios del gobierno durante décadas después (ahora es una ciudad museo).
Esta área de los yacimientos auríferos está actualmente poco poblada, pero fue la región más pujante de las regiones del interior de la provincia y la que contaba con más asentamientos. Cuando los asentamientos se extendieron hacia el sur de esta zona, flanqueando la ruta de la carretera Cariboo y difundiéndose a través de las mesetas onduladas y bancales de la meseta Cariboo y las tierras adyacentes a lo largo del Fraser y el Thompson, el ámbito de la región cambió para incluir un área más amplia que la de los originales yacimientos de oro.
El acceso histórico a la región fue a través de las distintas variantes de la ruta Cariboo.

## Ciudades principales
Las mayores ciudades de la región son:
- Williams Lake (10 832 hab.)
- Quesnel (10 007 hab. en el año 2011[2])
- Lillooet (2321 hab.)
- 100 Mile House (1886 hab.)
- Ashcroft (1628 hab.)
- Cache Creek (1040 hab.)
- Clinton (578 hab.)
- Lytton (228 hab.)

```
*
Likely
```

- Horsefly
- Wells
- Bridge Lake